# إليزابيث بلوور
إليزابيث بلوور (بالإنجليزية: Elizabeth Blower)‏ (1763، ورسستر في المملكة المتحدة - 1820)؛ شاعرة، كاتِبة وروائية بريطانية.